# Конкин, Фёдор Терентьевич
Фёдор Тере́нтьевич Ко́нкин (1898 — 1967 гг.) — советский партийный и государственный деятель, председатель Кзыл-Ординского (1940—1941 гг.) облисполкома. Полковник гос. безопасности. В ОГПУ с 1930 г. С апреля 1943 г. (с начала образования) занимал руководящие должности в Главном управлении контрразведки "Смерш" НКО СССР.

## Биография
Родился в 1898 году в Рязанской области. Национальность — русский. Жена - Конкина Мария Павловна (1899-1978 гг.).
Окончил пехотные командные курсы РККА (1920-1921 гг.). Окончил Киевскую высшую военно-педагогическую школу (1923 г.). Курсы переподготовки оперативного состава ПП ОГПУ СССР.
Работал крестьянином с отцом, село Кутуково (1912-17, 1918 гг.); рядовой 312-го Кременчугского пехотного полка, участник Первой Мировой войны на Румынском фронте (1917-1918 гг.); рядовой, помощник ком. роты 118-го стрелкового полка, участник Гражданской войны в рядах РККА на Южном фронте (1918-1919 гг.); командир отделения 30-го запасного пехотного полка г. Рязань (1919-1920 гг.); курсант Рязанских, Николаевских пехотных командных курсов РККА (1920-1921 гг.); курсант Киевской высшей военно-педагогической школы РККА (1921-1923 гг.); политрук эскадрона, помощник военкома 47-го кавалерийского полка, участник боев на Туркестанском фронте (1923-1925 гг.); помощник военкома 4-го артиллерийского полка, гор. Катта-Курган (1925 г.); пропагандист Петропавловского укома ВКП(б)(1925-1926 гг.); секретарь Черлаковского волкома ВКП(б) Омской обл. (1926-1928 гг.); ответственный секретарь Пресновского райкома партии (1928-1929 гг.); политрук-инструктор землеустроительной партии Петропавловского окрземотдела (1929-1930 гг.); помощник уполномоченного Петропавловского окротдела ОГПУ (1930-1931 гг.); помощник уполномоченного, уполномоченный Джетыгаринского РО ОГПУ (1931-1932 гг.); начальник Челкарского РО ОГПУ-НКВД (1933-1934 гг.); оперуполномоченный, старший оперуполномоченный НКВД КАССР (1934-1935 гг.); начальник отделения НКВД КазССР (1935-1938 гг.); начальник 4-го (СПО) отделения УНКВД Кзыл-Ординской обл.(1938-1939 гг.); зам. начальника УНКВД Кзыл-Ординской обл.(1939-1940 гг.); председатель Кзыл-Ординского облисполкома (1940-1941 гг.); зам. начальника особого отдела НКВД стрелковой дивизии, гор. Фрунзе (1941-1942 гг.); начальник особого отделения НКВД запасного офицерского полка, Московский ВО (1942-1943 гг.)
С апреля 1943 г. помощник начальника, зам. начальника отделения Главного управления контрразведки "Смерш" НКО СССР.
Начальник автобазы ГУК "Смерш" НКО СССР (с августа 1944 г.).
Заместитель начальника отделения 7-го отдела ГУК "Смерш" НКО СССР (1945-1946 гг.).
Начальник отделения 7-го отдела 3-го ГУ НКГБ/МГБ/МВД СССР (1946-1954 гг.).
С марта 1954 года находился на пенсии.
Награжден орденами Ленина, Красного Знамени, Красной Звезды (дважды), Отечественной войны 2-й ст., тремя медалями,
Почетной грамотой Верховного Совета КазССР.